# Amasonia
Amasonia là một chi thực vật có hoa trong họ Hoa môi (Lamiaceae).

## Loài
Chi Amasonia gồm các loài:
- Amasonia angustifolia Mart. & Schauer - Brazil
- Amasonia arborea Kunth - Trinidad, the Guianas, Brazil, Venezuela, Colombia, Bolivia
- Amasonia calycina Hook.f. - Brazil, Guyana
- Amasonia campestris (Aubl.) Moldenke - Trinidad, the Guianas, Brazil, Venezuela, Colombia
- Amasonia hirta Benth. - Brazil, Paraguay
- Amasonia obovata Gleason - Brazil, Cerro Duida in Venezuela

## Hình ảnh

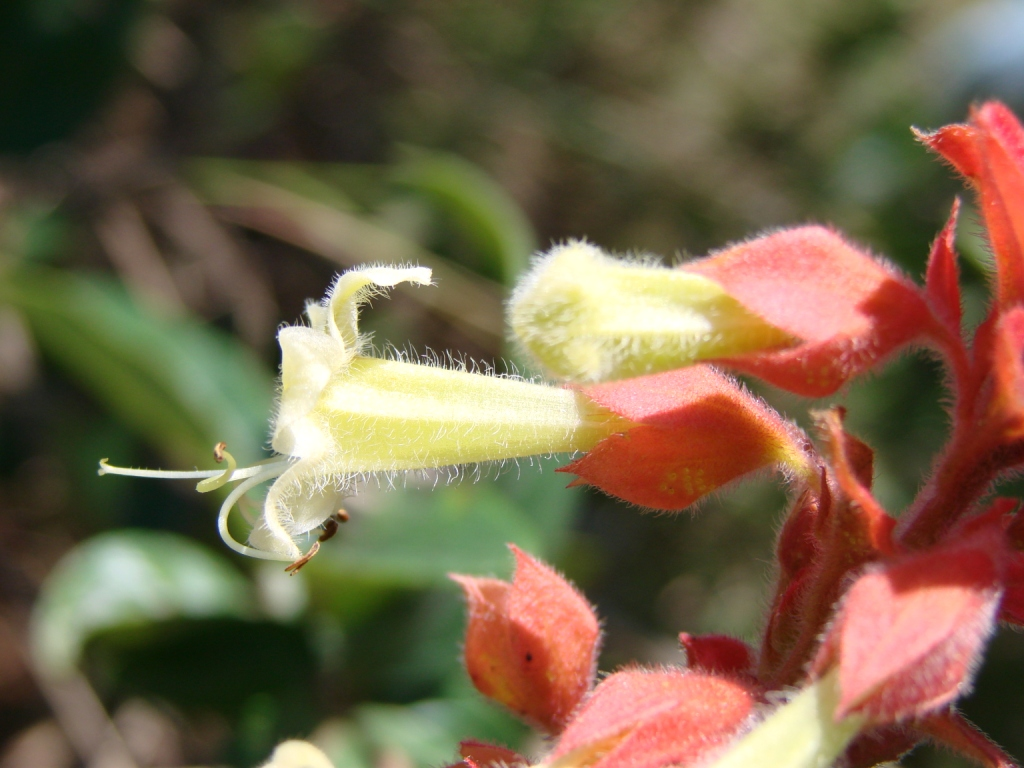